# Лудянский, Эдуард Аверьянович
Эдуард Аверьянович Лудянский (29.09.1931, Донецкая обл. — 01.11.1995) — советский и российский невролог, рефлексо- и апитерапевт. Доктор медицинских наук, врач высшей категории. Известнейшая работа — «Апитерапия» (Вологда, 1994).

## Биография
Его знала буквально вся Вологда: кто не лечился у Э. А. Лудянского, тот обязательно слушал его увлекательные лекции о профилактике болезней, о гигиене умственного и физического труда, о здоровом образе жизни.
Родился в Мариупольском районе Сталинской обл. (ныне Донецкая) в семье служащих.
В 1941 году семья была эвакуирована в Ижевск. Там Лудянский окончил среднюю школу, а затем с отличием лечебный факультет Ижевского государственного медицинского института (1954).
Трудовую деятельность начал участковым врачом-терапевтом на целинных землях Челябинской области.
В 1958 г. прошёл специализацию по неврологии в Казанском ГИДУВе под руководством профессора И. И. Русецкого, видного советского вегетолога, под влиянием которого Э. А. Лудянский увлёкся рефлексотерапией.
Затем ординатор неврологического отделения МСЧ Ижевского металлургического завода (1957—1960), Ижевского механического завода (1960—1962).
С 1962 года заведующий неврологическим отделением Вологодской областной больницы № 1. С января 1962 г. по январь 1992 г. главный внештатный невролог Вологодской области.
Член правления Всесоюзного научного общества неврологов с 1990 г., а также бессменный председатель вологодского областного отделения этого общества (с 1962 года по 1993 г.).
Организатор всесоюзной конференции по апитерапии в Вологде в 1987 году.
Как отмечает в своей статье 2008 года «Перспективы развития апитерапии» профессор А. К. Рачков: «В России нет солидных с научной точки зрения пособий по апитерапии для врачей, исключая работу А. А. Лудянского „Апитерапия“ (1994), в которой наиболее убедительно представлен раздел апитерапия в неврологии».
Самостоятельно изучал иглорефлексотерапию, участвовал в конференциях по ней, внедрил и широко её использовал в Вологодской областной больнице № 1.
К 1966 году подготовил и защитил кандидатскую диссертацию по иглорефлексотерапии, однако она была не признана ВАК (как свидетельствуют — по причине обострения советско-китайских отношений в то время). В 1975 году защитил кандидатскую диссертацию «Организация неврологической службы в области и болезни нервной системы у работающих в лесозаготовительной и металлургической промышленности (по материалам Вологодской области)».
В 1995 году защитил докторскую диссертацию «Продукты пчеловодства в комплексном лечении заболеваний нервной системы».
Действительный член (академик) Международной академии наук по апифитотерапии и пчеловодству (1995).
Был сторонником здорового образа жизни, любителем спорта, увлекался филателией.
Похоронен в Вологде на Пошехонском кладбище.
Награждён двумя медалями[какие?], нагрудным знаком «Отличник здравоохранения», почётным знаком общества «Знание».
Автор 272 публикаций, 15 опубликованных за рубежом, 5 монографий.

## Труды
- Клинико-лабораторное исследование влияния иглорефлексотерапии на течение неврозов и астенического синдрома: Автореф. дис. на соискание ученой степени канд. мед. наук / Ленингр. сан.-гигиен. мед. ин-т. Ленинград, 1966.
- Организация неврологической службы в области и болезни нервной системы у работающих в лесозаготовительной и металлургической промышленности (по материалам Вологодской обл.): автореф. дис. … канд. мед. наук; Ярослав. мед. ин-т. — Ярославль, 1975. — 16 с.
- Пчелы и здоровье. — М.: О-во «Знание» РСФСР, 1989. — 46 с. — (В помощь лектору).
- Очерки практической апитерапии. — Вологда, 1991. — 175 с.
- Советы народной медицины. Ярославль: Верх.-Волж. кн. изд-во, 1992.
- Апитерапия: Руководство по апитерапии (лечение пчелиным ядом, медом, прополисом, цветочной пыльцой и другими продуктами пчеловодства) для врачей, студентов медицинскихвузов и пчеловодов. — Вологда: «Полиграфист», 1994. — 462 с. — ISBN 5-86402-015-X
- Руководство по заболеваниям нервной системы (топическая диагностика, клиника, лечение, организация службы): для практ. врачей. — Вологда: Полиграфист, 1995. — 424 с. — 10000 экз. — ISBN 5-86402-029-X
- Естественные методы лечения в неврологии. — М.: Изд. дом «КРОН-пресс», 1996. — 134 с.
- Пей мед, смотри на воду, на зелёный цвет, любуйся красивым лицом: (Из истории апитерапии) // Пчеловодство и апитерапия. — 2002. — № 1. — С. 31.